# کلاه سرخ
کلاه سرخ (به انگلیسی: Red Cap) نام یک سریال انگلیسی است که در دو سری ۶ قسمتی در سالهای ۲۰۰۳ و ۲۰۰۴ از کانال بی‌بی‌سی ۱ پخش شد. این سریال جنایی در ارتباط با ارتش بریتانیای مستقر در المان است. شخصیت اصلی سریال گروهبان جو مک دانا با بازیگری تامزین اوتویت می‌باشد. از دیگر بازیگران سریال می‌توان به داگلاس هاج، جیمز ثورنتون، گوردون کندی و بلیک ریتسون اشاره کرد.